# 디터 바우만
디터 바우만(독일어: Dieter Baumann, 1965년 2월 9일 ~)은 1992년 바르셀로나 올림픽에서 5000m 경기의 금메달을 획득한 독일의 육상 선수이다.
바덴뷔르템베르크주 블라우보이렌에서 태어났다. 5000m 종목에서 서독을 위하여 시작한 바우만은 1988년 서울 올림픽에서 은메달을 따고, 재통일된 독일을 대표하면서 1992년 바르셀로나 올림픽에서 놀라운 금메달을 획득하였으며, 1996년 애틀랜타 올림픽에서는 4위를 하였다. 그는 스포츠 사상 처음의 가장 성공적인 독일의 장거리달리기 선수였으며, 2011년을 통하여 아직도 5000m 종목에서 가장 빠른 비 아프리카인 선수이다.
자신의 올림픽 성공 외에 그는 5개의 세계 육상 선수권 대회에 나갔다 - 1987년(1500m 준결승전), 1991년(5000m 4위), 1995년(5000m 9위), 1997년(5000m 5위)와 2003년(10,000m 비완주).
유럽 선수권에서 그의 장면들에 더 많은 성공들이 나타났다 - 1994년(1500m 금메달)과 1998년과 2002년에 10,000m 은메달. 이 일은 1500m와 10,000m와 크로스컨트리 사이의 거리에서 40개의 국내 타이틀에 의하여 보완되었다.
2003년 육상에서 은퇴하였다.